# داريوس مون
داريوس مون (بالإنجليزية: Darius Moon)‏ هو مهندس معماري أمريكي، (و. 1851  م).

## وقت مبكر من الحياة
وُلد داريوس مون عام 1851 في مقاطعة كاتاروجوس، نيويورك، وانتقل إلى مقاطعة إيتون، ميشيغان، وهو في الثالثة من عمره. تزوج عام 1877، وانتقل إلى لانسينغ عام 1883، وبدأ مسيرته المهنية في البناء. كان مهتمًا بالهندسة المعمارية منذ صغره، ومن المرجح أنه تعلمها بنفسه.